# 卡尔·古斯塔夫·莱文豪普特
卡尔·古斯塔夫·莱文豪普特（瑞典語：Carl Gustaf Lewenhaupt，1884年1月7日—1935年5月11日），瑞典男子马术运动员。他曾代表瑞典参加1920年和1924年夏季奥林匹克运动会马术比赛，获得一枚铜牌。